# 报恩乡
报恩乡，是中华人民共和国四川省达州市渠县下辖的一个乡镇级行政单位。

## 行政区划
报恩乡下辖以下地区：
清河村、八一村、安民村、响铃村、金光村、金竹村、桌垭村、大溪村、沙湾村、全胜村和新庙村。